# Робокоп 2
«Робокоп 2» (англ. RoboCop 2) — фантастический боевик режиссёра Ирвина Кершнера, являющийся продолжением фильма «Робокоп» 1987 года. Фильм стал последним в режиссёрской карьере Кершнера, умершего 27 ноября 2010 года и последним, в котором Робокопа сыграл Питер Уэллер. Бюджет — 35 млн долларов. Общие кассовые сборы составили 45,7 млн долларов.
Фильм получил неоднозначные отзывы от критиков и поклонников. В 2013 году фильм получил внимание от средств массовой информации из-за его сюжета, предсказывающего банкротство Детройта. Слоган фильма гласит: «Even in the future of law enforcement there is room for improvement.»

## Сюжет
Прошёл год после событий первой части. На улицах Детройта царит беспредел, полицейские объявили забастовку. Власти Детройта, не сумев погасить долги перед корпорацией OCP, объявили о банкротстве города, и все активы города перешли к OCP. Только Робокоп вместе с Энн Льюис продолжают бороться с преступниками. В городе стремительно распространяется новый вид наркотиков — «Ньюк», который разработал, подпольно производит и продаёт некто Кейн. Кейн сам активно потребляет свой продукт и уверен, что его распространение построит рай на Земле. 
Компания OCP, считая, что проект «Робокоп» уже исчерпал себя, решает создать более совершенную модель киборга-полицейского, но все попытки заканчиваются провалом. К разработке привлекают психолога — доктора Джульетт Факс, которая считает, что для реализации данного проекта вовсе не обязательно использовать донорские органы именно умерших полицейских.
Робокоп проникает на фабрику по производству наркотика «Ньюка», но главари группировки сбегают, пустив завесу дыма. Подросток Хоб, подручный Кейна, повреждает выстрелом Робокопа и тот не может ответить, программа запрещает ему прицеливаться в детей.  Робокоп вычисляет и жёстко допрашивает информатора Кейна — продажного полицейского Даффи, не выдержав побоев тот признаётся, что Кейн скрывается на заброшенном химзаводе. Робокоп отправляется туда, но попадает в подстроенную Кейном ловушку. Банда Кейна обездвиживает полицейского, распиливает его на части и выбрасывает перед полицейским участком. В OCP сначала отказываются чинить Робокопа, но всё же выполняют ремонт. Доктор Факс решает социализировать Робокопа и вводит в него множество директив. Полицейские понимают, что с Робокопом творится неладное, он ведёт себя странно, становясь всеобщим посмешищем. Инженер находит сотни директив в его памяти, но удалить их не может. Узнав об этом Робокоп выходит на улицу и замыкает на себя силовой кабель, мощный электрический удар стирает из его памяти директивы а также три базовых установки. Робокоп нацеливается  только на охоту на Кейна.
Воодушевлённые Робокопом полицейские прекращают забастовку и вместе с Мёрфи отправляются в логово Кейна. Происходит жестокая схватка между полицией и бандитами. Кейн садится в грузовик нагруженный  вырученными от продажи «Ньюка» деньгами и идёт на прорыв. Робокоп преследует его на мотоцикле и, обогнав, идёт в лобовую атаку. Тяжелораненый в аварии Кейн оказывается прикованным к больничной койке. 
Доктор Факс убеждает руководство OCP, что Кейн — идеальный кандидат на роль стража порядка, его можно будет легко контролировать благодаря зависимости от наркотиков. Факс отключает системы жизнеобеспечения, тело Кейна умирает. После операции от Кейна остаётся только головной и спинной мозг и часть нервной системы. Его внедряют в нового робота. 
Мэр Детройта Кузак, находясь в долгах перед OCP, собирает в бюджет города пожертвования с помощью развлекательного шоу. Хоб и любовница Кейна наркоманка Энджи также планируют выкупить город. Они приглашают мэра на тайную встречу на заброшенном складе. Хоб предлагает мэру погашение всех долгов, рабочие места и качественный продукт по низким ценам. 
Руководство OCP отдаёт приказ Кейну уничтожить мэра. Робот врывается на склад и выкашивает собравшихся шквальным огнём из пулемёта. Мэру удаётся заползти в сливную трубу, откуда он вместе с отбросами попадает в реку. Увидев Энджи, Кейн выводит наружу свой монитор, но осознав, что став роботом не может ею овладеть, ломает ей шею. Эту сцену замечает Хоб. Он успевает заползти в бронированный грузовик, но пули Кейна достигают его и там. Умирающий Хоб говорит подошедшему Робокопу, что теперь понимает его, и рассказывает о Кейне в его новой ипостаси.   
Вечером того же дня на организованной презентации OCP представляет журналистам новую модель — робота-полицейского-2. Кейн вырывает у доктора Факс капсулу с Ньюком, отбирает пульт управления, приводит себя в боевое положение и уничтожает пульт. Мэр узнаёт в нём убийцу на складе, Кейн открывает шквальный огонь по собравшимся. Подошедший Робокоп вступает с ним в бой. Кейн выходит на улицу, обстреливая собравшихся полицейских. Льюис отдаёт Кейну капсулу с Ньюком, Кейн в эйфории забывает о происходящим и Робокоп вытаскивает и разбивает колбу с его мозгом. Лишившись управления, робот отключается.
Руководители OCP, опасаясь судебных исков, решают сделать козла отпущения из доктора Факс, поскольку именно она выбрала мозг для нового Робокопа.

## В ролях
| Актёр              | Роль                                                      |
| ------------------ | --------------------------------------------------------- |
| Питер Уэллер       | полицейский Алекс Мёрфи / Робокоп                         |
| Нэнси Аллен        | офицер Энн Льюис                                          |
| Белинда Бауэр      | доктор Джульетт Факс                                      |
| Дан О'Херлихи      | «Старик», президент корпорации ОСР                        |
| Фелтон Перри       | Дональд Джонсон, вице-президент корпорации ОСР            |
| Том Нунен          | Кейн / Робокоп 2                                          |
| Роджер Аарон Браун | Уиттекер                                                  |
| Уиллард Э. Паг     | мэр Детройта Марвин Кузак                                 |
| Гэбриел Дэймон     | Хоб                                                       |
| Галин Гёрг         | Энджи                                                     |
| Стивен Ли          | офицер Даффи                                              |
| Роберт ДуКуй       | сержант Уоррен Рид                                        |
| Линда Томпсон      | женщина с ребёнком                                        |
| Джон Гловер        | продавец системы «Magnavolt»                              |
| Фабиана Уденио     | женщина из Sunblock                                       |
| Ци Ма              | Так Акита                                                 |
| Фрэнк Миллер       | химик Фрэнк (в титрах не указан, камео сценариста фильма) |

## История создания
Когда в 1987 году первая картина, снятая Полом Верховеном, стала большим хитом, собрав только в США 53 млн долларов, для сценариста Эдварда Ноймайера это стало неожиданностью, поэтому, когда ему и его соавтору Майклу Майнеру поступило предложение придумать сиквел, он оказался в растерянности, хоть и не был против сиквелов, так как в первом фильме, по сути, уместилась лишь малая доля его идей по истории Робокопа, и фильм представлял собой лишь начало большой саги. Тому было ещё две причины: во-первых, Майкл Майнер заканчивал работу над своим режиссёрским дебютом, фантастическим триллером «Таинственное оружие» (фильм в итоге вышел в 1989 году), во-вторых, 1 января 1988 года должна была начаться пятимесячная забастовка сценаристов, а Ноймайер был благодарен профсоюзу кинематографистов за предоставленную страховку и никак не мог остаться в стороне, поэтому работу над сценарием сиквела он начал отдельно от своего партнёра, а когда Майнер присоединился к работе, то до нового года оставались считанные дни.
У сценаристов получилось создать полноценные наработки сюжета, но из-за кратчайших сроков они сумели написать только лишь так называемый «очень грубый первый черновик» (very rough first draft) сценария под названием «RoboCop 2: Corporate Wars» («Робокоп 2: Корпоративные войны»), в котором было много актуальных тем и сатиры, но повествование требовало много месяцев доработки. Сценарий начинался с того, как Робокоп продолжает патрулировать город Детройт во время забастовки полиции, начатой в первом фильме, он видит, как бандиты взорвали стену банка и выносят оттуда огромное количество денег. Вступив в бой с бандой, Робокоп убивает нескольких бандитов, но один из них, который затаился за углом, стреляет в него из гранатомета, и сознание Робокопа угасает. Дальнейшее действие сценария происходило через 25 лет, мир изменился почти полностью, теперь корпорации правят во всём мире, а учёные научились делать роботов, внешне неотличимых от людей, в том числе так называемых СексБотов, в основном все эти роботы производятся для обслуги людей. Детройт 20 лет назад потерпел полный крах, учёные проникают в заброшенную часть города и находят останки здания корпорации OCP, а внутри и самого Робокопа, который все эти годы был в коме. Страной теперь владеет предприниматель Тед Фликер, который выкупил США у его правительства после полного и окончательного банкротства государства. Страна поделена на несколько городов для богатых, отделённых огромными заборами от всей остальной полузаброшенной местности, где остались жить бедные. Городами технически управляет суперкомпьютер, именуемый Нейромозг, который как и Робокоп использует в своём электронном сознании мыслительные импульсы человека, а именно покойной жены своего создателя. Теду Фликеру Робокоп необходим для борьбы с террористами из зоны отчуждения, которые грозятся уничтожить его инфраструктуру и центр Нейромозга. В сценарии также много медиасатиры, подобной той, что была в первой картине.
Ноймайер сильно рассчитывал на поддержку Пола Верховена, чтобы он вместе с Джоном Дэвисоном продолжал работу над сценарием, пока не закончится забастовка, и они с Майнером не вернутся, чтобы сделать финальный вариант. Поначалу Верховен согласился помочь, но вскоре поддался соблазну сделать «Вспомнить всё» с Арнольдом Шварценеггером за гораздо более крупный гонорар и более выгодные перспективы для своей дальнейшей карьеры в Голливуде. Тогда Ноймайер порекомендовал Дэвисону пригласить в качестве нового сценариста Алана Мура или Фрэнка Миллера. Фрэнк Миллер согласился, но студия решила, что проект «Corporate Wars» слишком масштабный, а упростить такой сюжет, сохраняя всю его важность без участия главных идеологов Робокопа, будет невозможно, поэтому Миллер начал сочинять историю для сиквела с чистого листа. В итоге первый вариант, написанный Миллером, во многом напоминал фильм «Робокоп 3», второй вариант сценария уже был больше похож на «Робокоп 2», однако окончательный сценарий был написан им в соавторстве с Уэлоном Грином, который был основан на элементах из обеих версий Миллера. Соответственно, сюжет первого варианта сценария Фрэнка Миллера был взят за основу режиссёром Фредом Деккером для написания сценария «Робокопа 3».

## Съёмочный процесс
«Робокоп 2» в основном снимался в Хьюстоне в 1989 году. В интервью «Хьюстонской хронике» Кершнер упомянул, что Хьюстон был идеальным местом из-за относительного спокойствия ночью. Он также утверждал, что они снимали перестрелки зимой, а снег и дождь были бы неприемлемым климатом для кинопроизводства. Больница Джефферсона Дэвиса использовалась в качестве завода по производству Ньюка. Финал фильма был снят в Хьюстонском театральном округе.
Чтобы прорекламировать фильм, Робокоп появлялся в качестве приглашённого гостя на телешоу «Capital Combat» чемпионата мира по рестлингу.

## Критика
Rotten Tomatoes ретроспективно собрал 35 рецензий, чтобы дать фильму оценку 31 %, со средним рейтингом 4,5 из 10. Джей Скотт был одним из немногих известных критиков, которые восхищались фильмом, назвав его «гладким и умным продолжением». Джанет Маслин заявляла, что в отличие от первого фильма, умного и оригинального научно-фантастического фильма, «Робокоп 2» не утруждает себя чем-либо новым.
«Los Angeles Times» опубликовал обзор, в котором снимался фильм[уточнить].

## Награды и номинации

### «Сатурн»
Номинации (3): лучший молодой актёр/актриса (Гэбриел Дэймон), лучшие спецэффекты, лучший научно-фантастический фильм

## Возрастной рейтинг
После того, как Пол Верховен отказался снимать продолжение, в режиссёрское кресло сел Ирвин Кешнер. Принимая во внимание общую мрачность и жестокость первого фильма, Кешнер решил воспользоваться теми же приёмами, что использовались в первом фильме. Фильм изобилует показами жестоких убийств (например, вскрытие заживо одного из преступников скальпелем, или выстрел в глаз через оптику). В итоге MPAA присвоило фильму рейтинг R (лицам до 17 лет обязательно присутствие родителей).